# Cantó de Requistar
El cantó de Requistar és un cantó francès del departament de l'Avairon, situat al districte de Rodés. Té 7 municipis i el cap cantonal és Requistar.

## Municipis
- Colnac
- Durenca
- Ledèrgas
- Requistar
- Rutlac
- Sent Joan del Nos
- La Selva

## Història
| Data d'elecció                           | Identitat         | Partit | Qualitat |
| ---------------------------------------- | ----------------- | ------ | -------- |
| 1988-2001                                | Dominique Azam    | UDF    |          |
| 2001-                                    | Daniel Nespoulous | PS     |          |
| les dades anteriors no són pas conegudes |                   |        |          |
|                                          |                   |        |          |

## Demografia
| 1962  | 1968  | 1975  | 1982  | 1990  | 1999  | 2006  |
| ----- | ----- | ----- | ----- | ----- | ----- | ----- |
| 6.404 | 6.920 | 6.478 | 6.085 | 5.491 | 4.982 | 4.997 |